# I cavalieri di Ekebù
I cavalieri di Ekebù (título original en italiano; en español, Los caballeros de Ekebù) es una ópera con música de Riccardo Zandonai y libreto en italiano de Arturo Rossato, frecuente colaborador de Zandonai, basado en La leyenda de Gösta Berling de la Premio Nobel Selma Lagerlöf. Se estrenó el 7 de marzo de 1925 en el Teatro de La Scala en Milán.
Es una ópera poco representada en la actualidad; en las estadísticas de Operabase aparece con solo una representación en el período 2005-2010.

## Personajes
| Personaje      | Tesitura     | Reparto del estreno, 7 de marzo de 1925 Director: – Arturo Toscanini) |
| -------------- | ------------ | --------------------------------------------------------------------- |
| Giosta Berling | tenor        | Franco Lo Giudice                                                     |
| El comandante  | mezzosoprano | Elvira Casazza                                                        |
| Anna           | soprano      | Maria Luisa Fanelli                                                   |
| Madre de Anna  | mezzosoprano | Lina Lanza                                                            |
| Sintram        | bajo         | Fernando Autori                                                       |
| Cristiano      | barítono     | Benvenuto Franci                                                      |
| Fuchs          | barítono     | Pariso Votto                                                          |
| Everardo       | barítono     | Aristide Baracchi                                                     |
| Wemburgo       | barítono     | Chase Baromeo                                                         |
| Samzelius      | bajo         | Carlo Walter                                                          |
| Berencreuz     | bajo         | Amleto Galli                                                          |
| Kristoffer     | bajo         | Giuseppe Menni                                                        |
| Liecrona       | tenor        | Alfredo Tedeschi                                                      |
| Rutger         | tenor        | Emilio Venturini                                                      |
| Kenvellere     | tenor        | Giovanni Genzardi                                                     |
| Røster         | tenor        | Palmiro Domenichetti                                                  |
| Julius         | tenor        | Giuseppe Nessi                                                        |
| Hostess        | mezzosoprano | Ida Mannarini                                                         |
| Una muchacha   | soprano      | Anita Apolloni                                                        |